# Dahalik
El dahalik és la llengua pròpia de Dahlak Kebir, Nora i Dehil, les tres illes principals de l'arxipèlag eritreu de Dahlak, a la Mar Roja, enfront de la costa de Massawa.
Membre, juntament amb el gueez, el tigrinya i el tigre, del grup septentrional de les llengües etiòpiques, el dahalik compta amb uns 2.500 parlants nadius i no ha estat sinó recentment que ha rebut l'atenció dels lingüistes.

## Situació geo- i sociolingüística de la llengua dahalik
L'extensió geogràfica de la llengua dahalik es redueix a les illes de Dahlak Kebir (‘Gran Dahlak’), Nora i Dehil dins l'arxipèlag Dahlak (Eritrea), essent-hi la llengua materna d'uns 2.500 habitants dahlakís, que l'anomenen [dahaːˈlik].

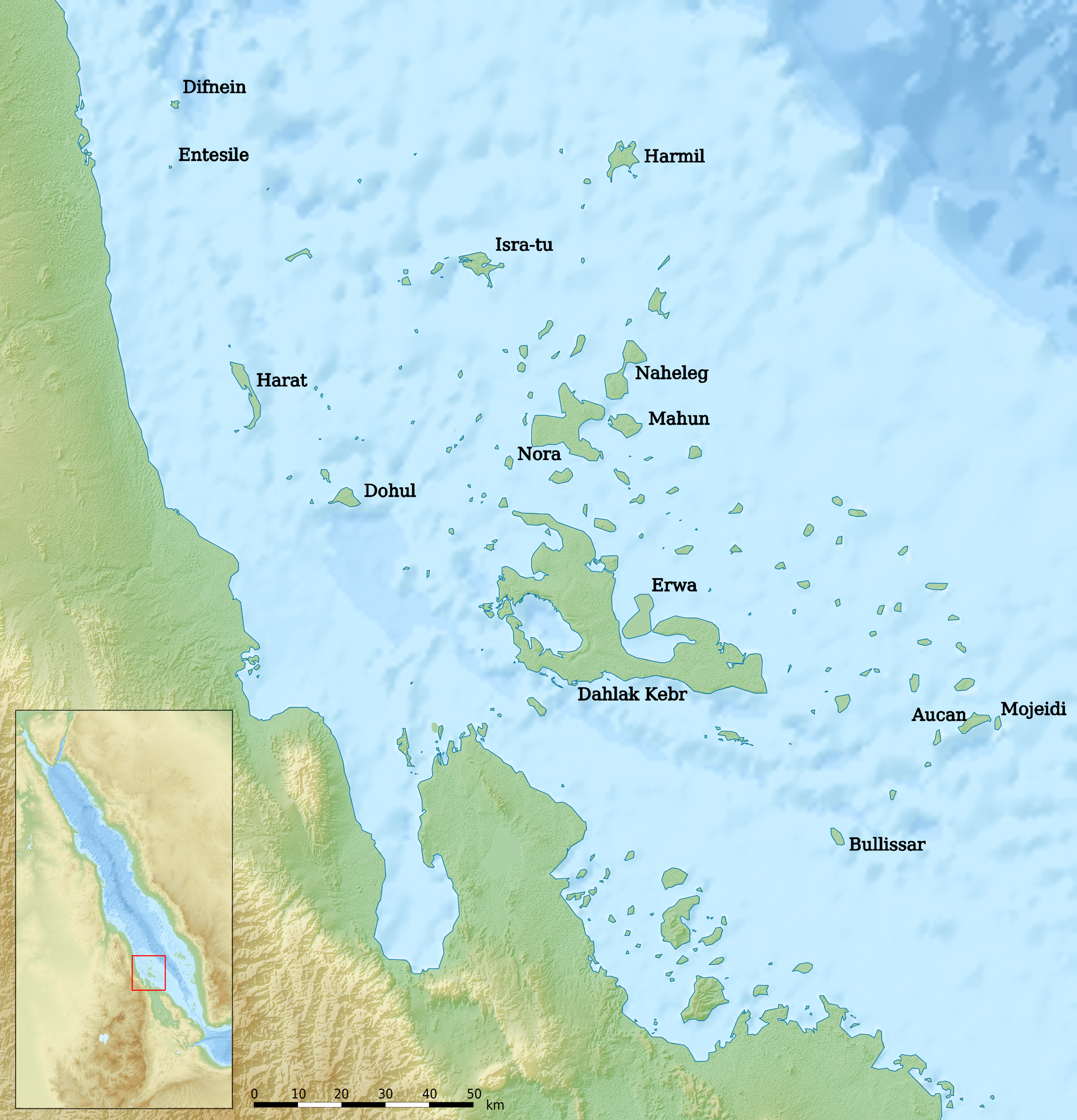
L'arxipèlag Dahlak

Tot i que un cert coneixement superficial tant de la geografia com de la vida econòmica de les illes principals de l'arxipèlag Dahlak formava part de les anècdotes diverses recollides en les principals obres geogràfiques medievals araboislàmiques, no es disposa de dades antigues referents a la llengua dels seus habitants. Les primeres informacions transmeses pels exploradors europeus del segle xix semblen recollir l'opinió encara avui dia majoritària entre els eritreus que a les illes es parla ‘‘una mena de tigre’’. Així ho afirmaren contemporàniament l'explorador suís Werner Munzinger (cònsol francès de Massawa entre 1868 i 1870), que no hi copsava sinó divergències de pronúncia respecte del tigre continental, i el viatger alemany Theodor Heuglin, el qual hi veia un ‘‘dialecte tigre corruptíssim’’. Malgrat l'aparent dissidència de l'etiopicista soletí Antoine d'Abbadie en considerar, basant-se en informació recollida a Massawa durant l'any 1840, que la llengua dels illencs s'acostava més aviat al tigrinya, l'afirmació que la llengua autòctona hi és el tigre ha estat reiterada i sancionada per les màximes autoritats tant etiopicistes (Wolf Leslau) com islamològiques (Enciclopèdia de l'Islam), de tal manera que el desconeixement general de la realitat lingüística de les illes dahlakís és encara persistent. El dahalik manca, per exemple, a la llista de llengües eritrees d'Ethnologue, que considera que l'única llengua de l'arxipèlag és l'afar.
De fet, no va ser sinó l'any 1996 que una missió científica a l'illa de Dahlak Kebir donà a conèixer per primera vegada al món acadèmic l'existència d'una variant lingüística prou diferent tant del tigre com del tigrinya com per ésser-li reconegut el rang de llengua dins la branca septentrional de les llengües semítiques etiopicoeritrees.

### Convivència multilingüe
La situació sociolingüística actual, almenys a l'illa principal de Dahlak Kebir, és la d'un trilingüisme dahalik-afar-àrab (no hi ha pas representants de la comunitat lingüística tigre), essent unes poques ancianes els únics individus monolingües de l'illa. La distribució quantitativa de les diverses comunitats mostra, però, una gran desigualtat d'uns pobles a uns altres: mentre que la totalitat dels habitants de la zona de Dasqo i el 98% dels vilatans de Durubbixet tenen el dahalik com a llengua materna, a Jimhile la població es reparteix a parts iguals entre dahalik i afar i a la vila de Dahlak Kebir els afaroparlants nadius són majoria (70%) i viuen en el seu propri districte urbà, separats dels parlants de dahalik (25%) i d'àrab (5%). Endemés, malgrat la baixa presència d'arabòfons nadius en l'arxipèlag, el fet que l'àrab sigui la llengua vehicular de l'ensenyament en totes les escoles primàries de l'illa de Dahlak Kebir, així com l'abundància de matrimonis mixtos i la influència dels canals de televisió ultramarins, concedeixen als dialectes iemenís i saudites un lloc destacat en la societat dahlakí.
Dins les comunitats dahalikoparlants mateixes, d'altra banda, la població masculina, gairebé universalment dedicada a la pesca i al comerç tant de la banda eritrea com del costat àrab, viu en contacte quotidià amb l'afar, el tigre i els dialectes àrabs que conformen la llengua franca de les franges costaneres de la Mar roja. Alguns assoleixen fins i tot un cert coneixement de tigrinya, si bé no arriben a parlar-lo amb fluïdesa.

### Valoració i vitalitat de la llengua dahalik
La percepció eritrea majoritària és que a les illes molts parlen un dialecte tigre o bé afar o àrab i, de fet, els tigreparlants asseguren que, tot i no poder-lo parlar, entenen l'idioma insular sense gaire dificultat. Segons els propis dahalikoparlants, però, la capacitat comprensiva dels parlants de tigre no va més enllà del vocabulari bàsic. De fet, la consciència de parlar una llengua diferent és pràcticament general entre els autòctons i les paraules recollides de boca d'un illenc fill de dahalikoparlants nadius representen l'expressió del concepte que molts parlants tenen de la seva llengua, la qual conceben com una mescla de tigre i d'àrab fruit del contacte a les illes dahlakís d'àrabs arribats del Iemen i de parlants de llengües semítiques etiopicoeritrees i cuixítiques originaris de la Banya d'Àfrica:
«ana dahālik aharre, luġɛtna min salas luġɛt maxluṭetta: tigre, šē min ˁarab bedība, šē min tigrinya bedība, walaktar tigre taġarrib. Tigre nahe aharre unamiwaˁ samme.
Jo parlo dahalik. La nostra llengua és una barreja de tres llengües: tigre, té una mica d'àrab, té un xic de tigrinya, però a la que més s'acosta és al tigre. Jo parlo el meu propi tigre i entenc el de Massawa».
Pel que fa a les perspectives de futur del dahalik, tot i el reduït nombre d'integrants de la comunitat dahalikoparlant, l'actitud marcadament positiva envers la llengua pròpia garanteix la cadena de transmissió intergeneracional. Els illencs consideren, en efecte, que el seu idioma té una tradició ininterrompuda de més de dos mil anys i que suposa un element de preservació de llur identitat cultural que no deu ésser oblidat.

## Esbós lingüístic del dahalik

### Fonologia

#### Consonantisme
La següent taula recull les unitats (fonemes i al·lòfons) que componen el sistema consonàntic del dahalik segons les descripcions disponibles:
|            |            | Labial | Dental | Palatal     | Velar | Uvular | Faringal | Glotal |
| ---------- | ---------- | ------ | ------ | ----------- | ----- | ------ | -------- | ------ |
| Nasal      | Nasal      | /m/    | /n/    |             |       |        |          |        |
| Oclusiva   | sorda      |        | /t/    |             | /k/   | /q/    |          | /ʔ/    |
| Oclusiva   | sonora     | /b/    | /d/    |             | /ɡ/   |        |          |        |
| Oclusiva   | ejectiva   |        | (/tʼ/) | /tʃʼ/ (čʼ)1 |       |        |          |        |
| Fricativa  | sorda      | /f/    | /s/    | /ʃ/ (š)     | */x/2 | /χ/    | /ħ/ (ḥ)  | /h/    |
| Fricativa  | sonora     |        | */z/3  | /ɟ/ (ǧ)4    |       | /ʁ/    | /ʕ/      |        |
| Fricativa  | ejectiva   |        | */sʼ/  |             |       |        |          |        |
| Aproximant | Aproximant |        | /l/    | /j/ (y)     | /w/   |        |          |        |
| Ròtica     | Ròtica     |        | /r/    |             |       |        |          |        |

Notes:
¹ so ejectiu limitat a un reduït nombre de mots, p. ex. ḥačʼer ‘curt’, čʼibt ‘poll'.
² so estrany al repertori consonàntic del conjunt etiopicosemític, només és present en paraules d'origen àrab: [xudra] ‘fruita’ (< àrab خضرة).
3 exclusivament en alguns manlleus a l'àrab o en la pronúncia de dahalikoparlants amb contacte directe i perllongat amb la llengua àrab: [azakkar] ‘recordo’, [guzur] / [ɟuzur] ‘illes' (< àrab جزر).
4 consonant palatoalveolar fricativa realitzada [dʸ] per alguns parlants: [ɟiran] / [ dʸiran] ‘cranc’. Alterna també amb l'oclusiva velar sonora [ɡ] en préstecs provinents de l'àrab: ['ɟediret] / [ɡediret] ‘illa’ (< àrab جزيرة).

##### Estatus de la sèrie ejectiva en dahalik
Una de les particularitats més remarcables del sistema consonàntic dahalik dins el grup etiopicosemític septentrional és l'absència d'una veritable sèrie de consonants ejectives (/pʼ tʼ tʃʼ kʼ kʷʼ/) comparable a les del gueez, tigrinya i tigre.
L'únic so plenament ejectiu registrat en dahalik és /tʃʼ/ (transcrit čʼ) i tan solament el presenta un petit nombre de mots (quatre en el corpus recollit per Senelle entre els anys 1996 i 2005), mentre que els fonemes /tʼ/ i /sʼ/ mostren un baix grau de faringalització.

#### Vocalisme
Malgrat que els detalls del sistema resten encara per determinar, l'anàlisi de les dades recollides ha permès de descriure'n els trets fonamentals:
|         | Anterior | Central | Posterior |
| ------- | -------- | ------- | --------- |
| Tancada | /i/      | [ɨ] (ə) | /u/       |
| Mitjana | /e/      |         | /o/       |
| Oberta  | ([ɛ])    | /a/     |           |

El dahalik presenta cinc fonemes vocàlics en posició tònica: /i e a o u/, amb una sisena unitat fonètica /ɛ/ la condició fonemàtica de la qual és qüestionable. La vocal neutra o xevà ə (realitzada [ɨ]) apareix, com en la resta de llengües etiopicosemítiques, exclusivament en síl·laba àtona (cf. la vocal neutra dels dialectes orientals catalans fora dels parlars balears) i fora possible d'interpretar-la com a mera vocal anaptíctica.

##### Quantitat vocàlica
L'estatus fonològic de la quantitat vocàlica en dahalik roman dubtós; si bé s'hi ha pogut verificar l'existència de vocals fonèticament llargues amb exemples com ara:
amāˁud [aˈmaːʕud] ‘intestins, entràmenes'
bōˀa [ˈboːʔa] ‘dins, dintre’
ˁīša [ˈʕiːʃa] 'viure'
rūḥuq [ˈruːħuq] 'lluny'
no es pot descartar que aquesta quantitat no sigui fonològicament secundària, condicionada bé per l'accent d'intensitat o bé per l'adjacència d'un so consonàntic faringal o glotal. S'ha comprovat, a més, variabilitat entre els diversos parlants pel que respecta a la realització d'aquestes vocals com a llargues o breus, amb alternances del tipus [ˈbeːt] / [ˈbet] 'casa'.
Per comprendre la complexitat del fenomen de la quantitat vocàlica en dahalik, és important de tenir en compte que si bé moltes de les llengües semítiques etiòpiques no presenten vocals llargues, en tigre (per geografia i per gramàtica la més propera al dahalik) aquestes apareixen sovint associades a la tonicitat sil·làbica. D'altra banda, en les dues llengües no-etiopicosemítiques en contacte directe amb el dahalik (l'àrab i l'afar) la quantitat vocàlica és fonològicament rellevant.

#### Suprasegmentals

##### Harmonia vocàlica
Les investigacions dutes a terme fins al moment han palesat fenòmens d'aparent harmonia vocàlica regressiva no condicionada per factors morfofonològics
ḥɛmbirit 'melic'
ḥɛmburutu (ḥɛmburut + -u PRON PERS ENCL) 'el seu (d'ell) melic'

##### Estructura sil·làbica
Els tipus sil·làbics més comuns en dahalik són CV i CVC, on V pot ésser una vocal breu o llarga:
CV
sakaba [sa.ka.ba] ‘dormir’
ˁāsa [ʕaː.sa] ‘peix’
CVC
ˁad [ʕad] ‘vila, poble’
bēt [beːt] ‘casa’

#### Assimilació
Les consonants /b t d l/ en posició final s'assimilen a la consonant inicial de díctics, pronoms enclítics o substantius:
bil- ‘dir’ + -ko PERF 1 sg → */bilko/ → bikko ‘vaig dir’
bil- ‘dir’ + -na PERF 1 pl → */bilna/ → binna ‘vam dir’
dib ‘en (prep.)’ + makinet ‘cotxe’ → */dibmakinet/ → dimmakinet ‘en cotxe’
gediret ‘illa’ + da ‘aquesta’ → */gediretda/ → gediredda ‘aquesta illa’

### Morfologia

#### Morfologia nominal
Com la resta de llengües semítiques etiopicoeritrees i a diferència del gueez (on l'oposició casual nominatiu / acusatiu romania viva), el paradigma de flexió nominal tant de substantius com d'adjectius en dahalik comprèn únicament les categories dicotòmiques de gènere i nombre.

##### Gènere gramatical
La morfologia nominal s'articula pel que respecta al gènere sobre la base de l'oposició masculí / femení, essent-hi el gènere masculí l'element no marcat.
La marca general de femení en els substantius és la protosemítica -t:
darbet ‘tormenta’
walet ‘nena, xiqueta’
bisit ‘anciana’
ḥēt ‘germana’ (cf. ḥū ‘germà’)
L'oposició de gènere en els adjectius, en canvi, es manifesta sovint mitjançant una alternança apofònica:
masc. ḥačʼer ‘curt’ – fem. ḥačʼar
masc. ḥayir ‘petit; jove’ – fem. ḥaˀar
masc. nūš ‘petit; jove’ – fem. nīš
si bé la marca feminitzadora -t també hi és comuna:
itu dahalākey [itu dahalaːˈkɛj] ‘ell és dahalakí’ – ita dahalākeyt [itu dahalaːˈkɛjt] ‘ella és dahalakí’

##### Nombre gramatical
L'oposició singular / plural en els substantius s'expressa en dahalik majoritàriament mitjançant plurals fractes amb alternança vocàlica interna:
sg. ˁōf ‘ocell' → pl. ˁayaf
sg. bettān ‘catxalot’ → pl. betātin
sg. darbet ‘tormenta’ → pl. darāb
Paradigma aquest que també segueixen alguns adjectius:
sg. ḥačʼar ‘curt’ → pl. ḥačʼyir
Els plurals externs obtinguts per sufixació de morfemes pluralitzadors com -in o -et són poc comuns entre els substantius, però estesos entre els adjectius:
sg. haˀan ‘nen, xiquet’ → pl. haˀanet
sg. ḥayir ‘petit’, ‘jove’ → pl. ḥayirin

#### Pronoms personals
El dahalik ha preservat íntegrament el paradigma etiopicosemític de pronoms personals, amb sengles subsistemes de pronoms tònics independents i àtons enclítics.

##### Pronoms personals independents
|   |   | DAHALIK |  | TIGRE  | TIGRINYA             | GUEEZ             |
| 1 |   | ana     |  | ˀana   | ˀanä                 | ˀana              |
| 2 | m | enta    |  | ˀənta  | (ˀanta) / nəssəḵa    | ˀanta             |
| 2 | f | enti    |  | ˀənti  | nəssəḵ               | ˀanti             |
| 3 | m | itu     |  | hətu   | nəssu                | wəˀətu            |
| 3 | f | ita     |  | həta   | nəssa                | yəˀəti            |
| 4 |   | neḥna   |  | ḥəna   | ( nəḥna ) / nəssatna | nəḥna             |
| 5 | m | intum*  |  | ˀəntum | nəssəḵ(atk)um        | ˀantəmu           |
| 5 | f | intun*  |  | ˀəntən | nəssəḵ(atk)ən        | ˀantən            |
| 6 | m | itam*   |  | hətom  | nəss(at)om           | wəˀətomu / əmuntu |
| 6 | f | itan*   |  | hətan  | nəss(at)än           | yəˀəton / əmāntu  |

* Alguns parlants empren formes amb [h] inicial: 5 m. hintum - f. hintun, 6 m. hitun - f. hitan.

### Lèxic
El nucli del vocabulari dahalik és d'origen semític etiopicoeritreu, amb cognats fàcilment reconeixedors en tigre i tigrinya:
igir ‘cama’, ‘peu’ – cf. tigre ˀəgər, tigrinya ˀəgir
ˁīn ‘ull' – cf. tigre ˁin
ˁōf ‘ocell' – cf. tigre ˁof, tigrinya ˁof / ˁuf
ˁāsa ‘peix’ – cf. tigre i tigrinya ˁasa
isād / isad ‘foc’ – cf. tigre ˀəsat, agaw ˀəsād
bīlaˁ ‘menjar’ – cf. tigre bälˁe, tigrinya bälˁa
sateˀ ‘beure’ – cf. tigre säta, tigrinya sätäyä
El corpus aplegat fins al moment no ha revelat cap manlleu afar, però sí un cert nombre de mots d'origen àrab conseqüència del contacte lingüístic directe:
xudra 'fruita' (< àrab خضرة)
waraʁet 'fulla' (< àrab ورقة)
ṭawīl 'llarg' (< àrab طويل)
šuġul ‘feina, negoci’ (< àrab شغل)
eštaġel 'treballar' (< àrab اشتغل)
luġɛt ‘llengua, idioma’ (< àrab لغة)
La major part dels europeismes arrelats en la llengua provenen de l'italià:
kōkíyan ‘conquilla, mareperla’ (< italià conchiglia)
salādi 'diners' (< italià soldi)